# 熊號半島

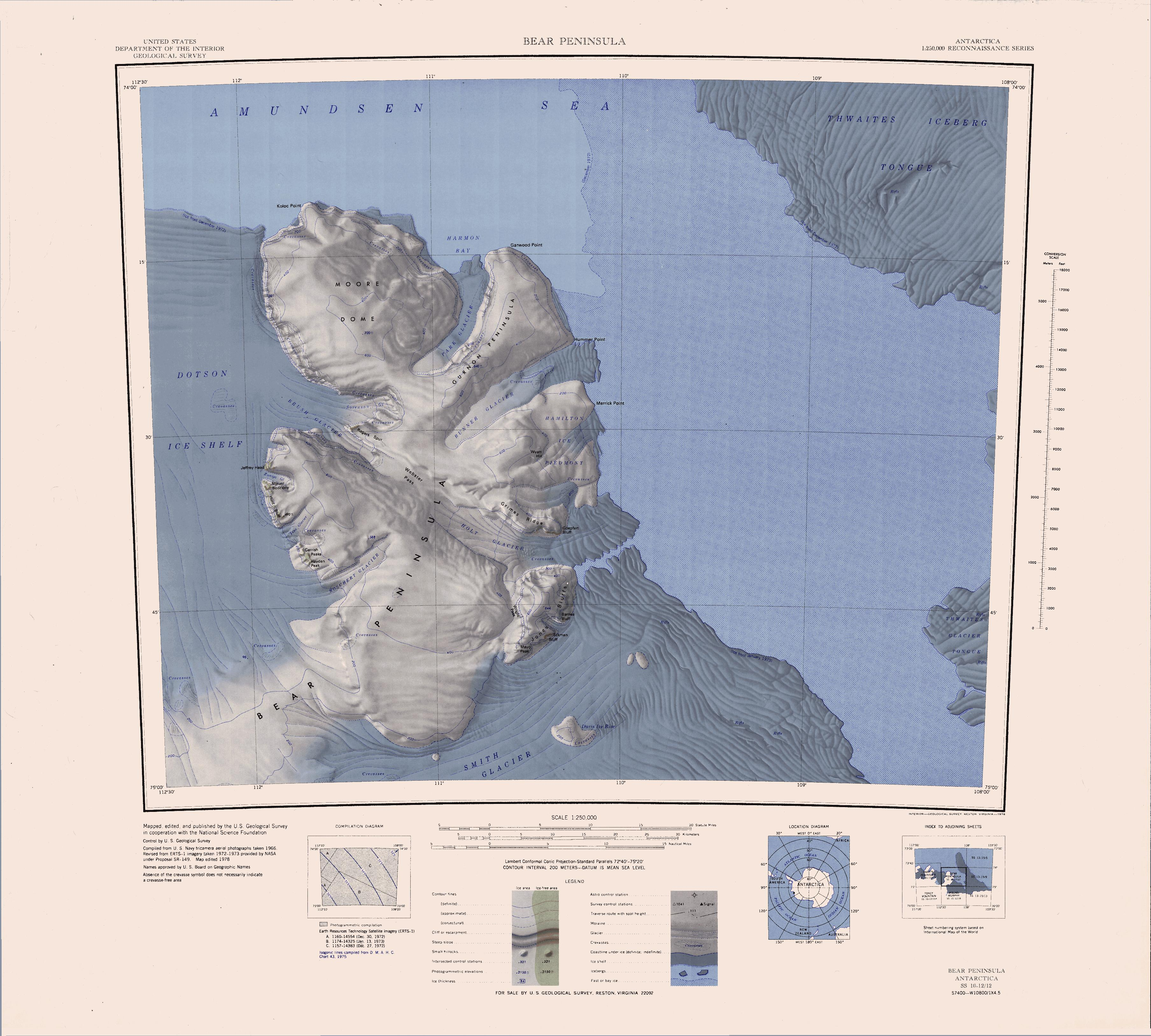

74°35′S 111°00′W / 74.583°S 111.000°W
熊號半島（英語：Bear Peninsula）是南極洲的半島，位於瑪麗伯德地的馬丁半島以南48公里，長80公里、寬40公里，該地區在1947月1月被繪製於地圖中，受南極條約管理。